# IC 3236
IC 3236 ist eine Spiralgalaxie vom Hubble-Typ S im Sternbild Jungfrau auf der Ekliptik. Sie ist schätzungsweise 715 Millionen Lichtjahre von der Milchstraße entfernt und hat einen Durchmesser von etwa 105.000 Lichtjahren.

Im selben Himmelsareal befinden sich u. a. die Galaxien NGC 4320, IC 3240, IC 3255, IC 3275.
Das Objekt wurde am 7. Mai 1904 vom US-amerikanischen Astronomen Royal Harwood Frost entdeckt.